# Leverkleurige spanner
De leverkleurige spanner (Euchoeca nebulata) is een nachtvlinder uit de familie van de spanners, de Geometridae. De voorvleugellengte bedraagt tussen de 9 en 12 millimeter. De soort komt verspreid over het Palearctisch gebied voor. Hij overwintert als pop.

## Waardplanten
De waardplanten van de leverkleurige spanner zijn berk en els.

## Verspreiding in Nederland en België
De leverkleurige spanner is in Nederland en België een algemene soort, die verspreid over het hele gebied kan worden gezien. De vlinder kent jaarlijks twee generaties die vliegen van eind april tot halverwege september.